# Clavicordio
El clavicordio es un instrumento musical europeo de teclado, de cuerda percutida.

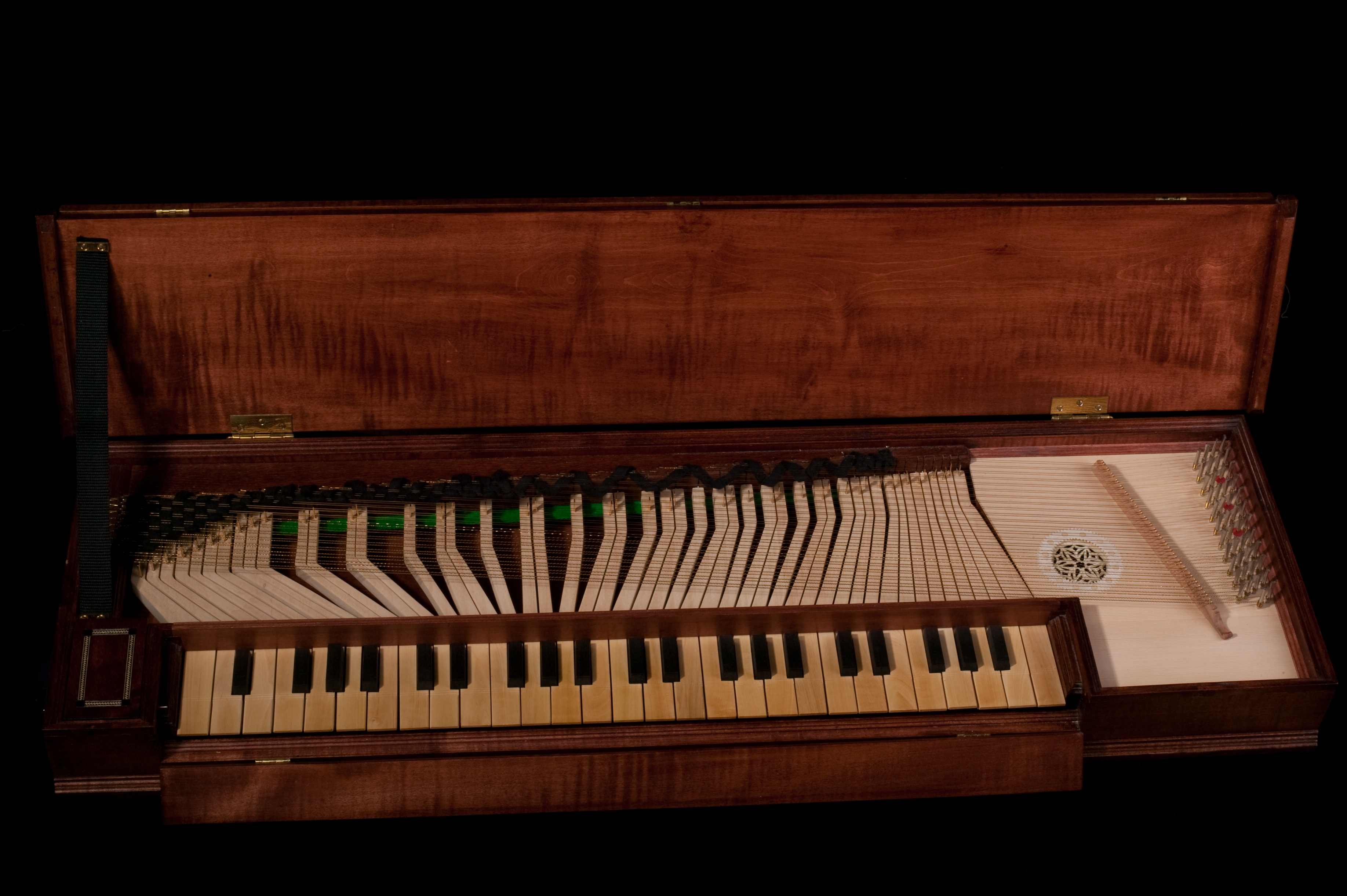
Clavicordio.

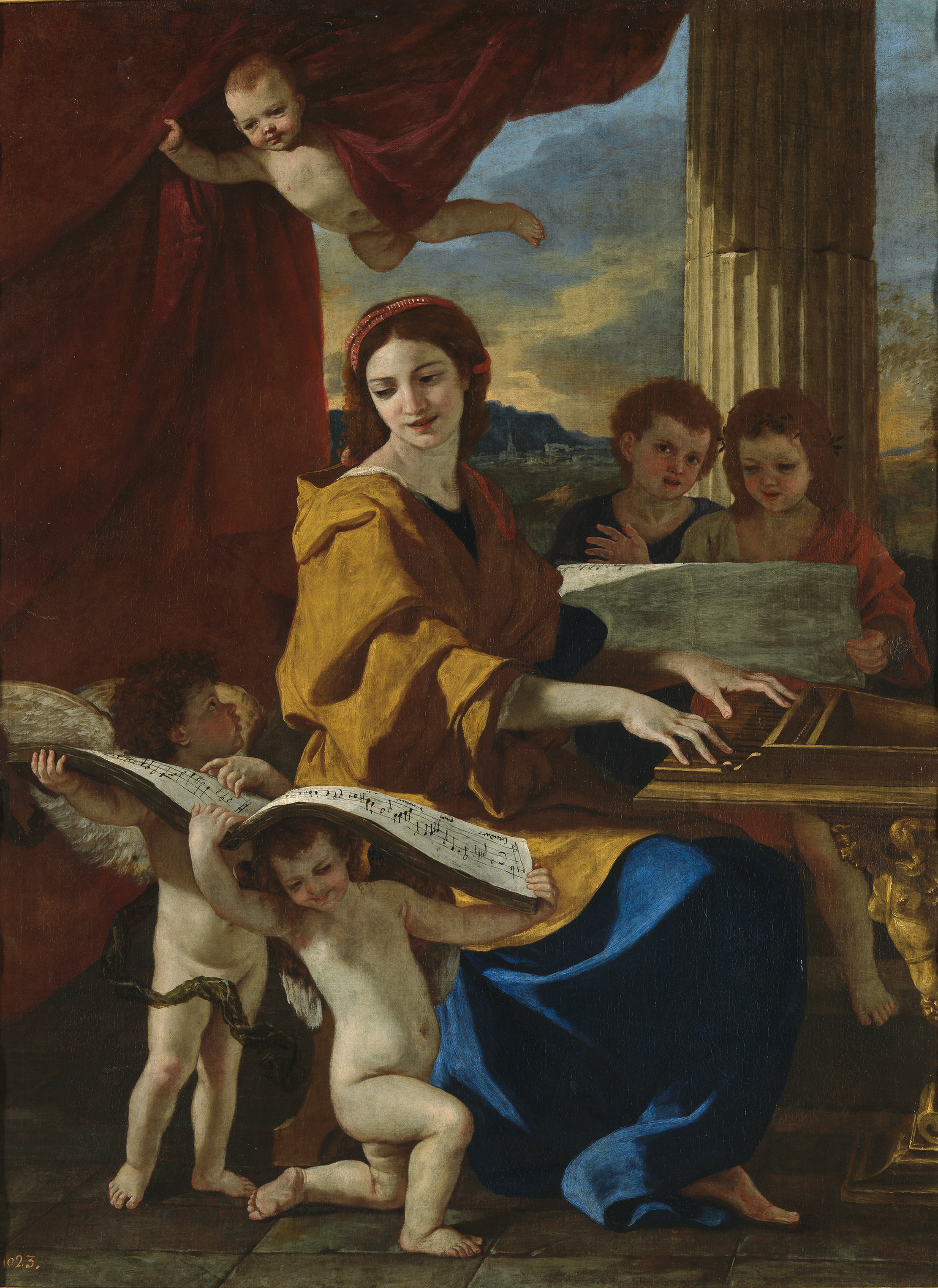
Óleo de Nicolas Poussin, "Santa Cecilia" tocando el clavicordio, en el Museo del Prado, Madrid

Las teclas del clavicordio son simples palancas; cuando se hunde una de ellas, se puntea la cuerda con una pequeña púa de metal ("tangente") insertada en el extremo contrario de la tecla. Esta tangente determina la afinación (tono) de la cuerda al dividirla en su longitud. La longitud de la cuerda entre el puente y la tangente determina la altura (afinación) del sonido. Una de las dos partes de la cuerda dividida no suena porque está en contacto con una faja de fieltro agudo.
El intérprete puede hacer un pequeño vibrato (rápida y casi imperceptible variación de la afinación) realizando un efecto con el dedo, llamado en alemán Bebung ('temblor'): hace variar la fuerza con que mantiene apretada la tecla mientras la tangente se encuentra en contacto con la cuerda. Cuando el martillo abandona la cuerda, esta deja de sonar y tiene una curva de extinción rápida.
El clavicordio —a diferencia del clave— posee "respuesta al tacto": según la fuerza del ataque se puede variar la intensidad, aunque esta siempre será muy débil. A partir del mecanismo del clavicordio —que permite tocar con diferentes dinámicas entre el piano (suave) y el forte (fuerte)—, los italianos crearon el pianoforte (el actual piano), que desplazó a sus dos antecesores, el clavicordio y el clave.

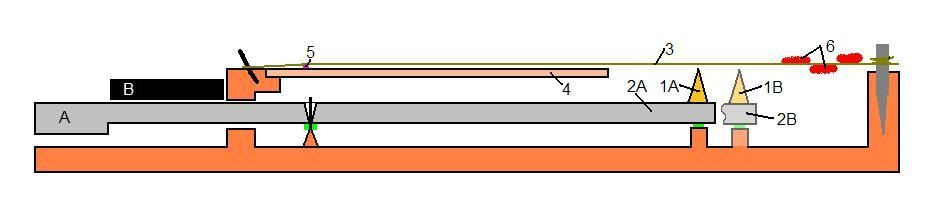
Esquema de funcionamiento de las teclas de un clavicordio: A/B. Teclas. 1A/1B. Tangentes. 2A/2B. Palancas. 3. Cuerda. 4. Tabla de armonía. 5. Puente, próximo al clavijero. 6. Fieltro amortiguador.

Como las cuerdas vibran desde el puente solo hasta donde se aplicó el martillo, se pueden asignar varias teclas con sus respectivos martillos a la misma cuerda (como en el monocordio). A este sistema se le llama "clavicordio trasteado". Esta técnica simplifica la construcción (debido a que se requieren menos cuerdas) pero limita las habilidades del instrumento ya que en cada cuerda solo se puede ejecutar una altura (nota) a la vez. Por ejemplo, el clavicordio de 37 teclas de Henri Arnaut de Zwolle usa 10 cuerdas según Ripin. Aun así, era muy raro que se le asignaran más de dos notas a cada cuerda. Generalmente para compartir una misma cuerda se elegían pares de notas que en esa época nunca se oían juntas (por ejemplo el do y el do#, en su defecto se prefería el trino, es decir, variación muy rápida de la nota). Pero cuando se usaba más notas por cuerdas, según Ripin estas se agrupaban por cuerda en grupo de tres o cuatro notas:
Aunque casi cualquier música escrita para clave, piano u órgano se puede tocar con clavicordio, su sonido es demasiado tenue como para tocar en conjuntos de cámara. Carl Philipp Emanuel Bach fue un gran compositor de obras para clavicordio.
El clavinet, que se usaba en la música funk y en el rock desde los años setenta, era como un clavicordio  eléctrico que utilizaba una cápsula magnética para generar una señal amplificable; pero el mecanismo no percutía cuerdas, sino lengüetas de metal.